# Girov
Girov – wieś w Rumunii, w okręgu Neamț, w gminie Girov. W 2011 roku liczyła 1460 mieszkańców.